# Бузбах
Бузбах (фр. Bousbach) насеље је и општина у североисточној Француској у региону Лорена, у департману Мозел која припада префектури Форбаш.
По подацима из 2011. године у општини је живело 1121 становника, а густина насељености је износила 189,68 становника/km². Општина се простире на површини од 5,91 km². Налази се на средњој надморској висини од 283 метара (максималној 365 m, а минималној 246 m).

## Демографија
| 1962. | 1968. | 1975. | 1982. | 1990. | 1999. | 2011. |
| ----- | ----- | ----- | ----- | ----- | ----- | ----- |
| 640   | 649   | 725   | 843   | 913   | 950   | 1.121 |

График промене броја становника у току последњих година